# Othmar Ammann
Othmar Hermann Ammann (26. března 1879 Feuerthalen – 22. září 1965 Rye) byl americký konstruktér švýcarského původu. 
Vystudoval techniku v Curychu. Od roku 1904 žil v USA, kde pracoval ve firmě McClintic-Marshall Company a byl asistentem Gustava Lindenthala. Významný ohlas v odborných kruzích získala jeho analýza zhroucení mostu Pont de Québec, k němž došlo v srpnu 1907. Ammann odmítl těžkopádné stavby ve stylu Beaux-Arts a jeho práce se zaměřila na visuté mosty a ocelové konstrukce.
Roku 1924 získal americké občanství a o rok později se stal hlavním projektantem Přístavního úřadu New Yorku a New Jersey. Navrhl Most George Washingtona, Bayonne Bridge, Most Walta Whitmana, Throgs Neck Bridge a Verrazano-Narrows Bridge, byl také konzultantem při stavbě Golden Gate Bridge. Jeho návrhy se vyznačovaly jednoduchostí a nízkými náklady, po celý život usiloval o spojení účelnosti s estetickým působením.
Ammann rovněž řídil výstavbu Lincolnova tunelu pod řekou Hudson. Roku 1946 založil vlastní stavební firmu Ammann & Whitney. Je autorem odborné práce Specifications for Design of Bridges Carrying Highway and Electric Rail Passenger Traffic, označované v USA za bibli mostního stavitelství. V roce 1964 mu bylo jako prvnímu konstruktérovi v historii uděleno Národní vyznamenání za vědu.